# Сборная Боснии и Герцеговины по футболу
Сбо́рная Бо́снии и Герцегови́ны по футбо́лу (босн. Fudbalska reprezentacija Bosne i Hercegovine; хорв. Nogometna reprezentacija Bosne i Hercegovine; серб. Фудбалска репрезентација Босне и Херцеговине) — команда, представляющая Боснию и Герцеговину на международных соревнованиях по футболу. Управляющая организация — Футбольный союз Боснии и Герцеговины, который является членом ФИФА с 1996 года, а УЕФА — с 1998 года.
Лучший результат Босния и Герцеговина показала в 2014 году, заняв первое место в отборочной группе, что дало ей прямую путёвку на чемпионат мира в Бразилии. Однако после поражений от Аргентины и Нигерии, а также победы над Ираном не смогла преодолеть групповой этап, заняв 3-е место. Это был первый и единственный крупный турнир, в котором сборная принимала участие.
По состоянию на 3 апреля 2025 года Босния и Герцеговина в рейтинге ФИФА занимает 70-е место. Самое высокое место в рейтинге ФИФА — 13-е, которое было достигнуто в августе 2013 года.

## История

### До независимости (1905—1992)
Футбол в Боснии и Герцеговине появился официально в 1905 году в Мостаре. Спорт быстро стал развиваться и вскоре появились команды в других городах: Сараеве, Баня-Луке, Тузле, Зенице и Бихаче. Первые соревнования прошли в 1908 году. К концу Первой мировой войны в Боснии и Герцеговине насчитывалось четыре клуба в Сараеве и ещё двадцать в других городах. В 1920 году был основан Сараевский футбольный подсоюз — предшественник футбольного союза Боснии и Герцеговины. В чемпионате Югославии в итоге в довоенные годы выступало два клуба из Боснии.
Сборная Боснии и Герцеговины де-факто провела первую игру на послевоенном чемпионате Югославии 1945 года как сборная Народной Республики Боснии и Герцеговины, однако уже в первом раунде плей-офф была разгромлена сборной Народной Республики Хорватии со счётом 1:6. Тем не менее, развитие футбола не застопорилось в республике: футбольный союз Боснии и Герцеговины официально был учреждён как часть футбольного союза Югославии. Известные боснийские футболисты неоднократно привлекались в сборную Югославии: среди них были Вахид Халилходжич, Сафет Сушич, Йосип Каталинский, Фарук Хаджибегич, Ивица Осим, Асим Ферхатович, Блаж Слишкович, Мехмед Баждаревич, Душан Баевич и многие другие.

### Первые неофициальные и официальные игры (1992—1998)
В разгар Гражданской войны в Боснии сборная почти не проводила матчей. Команда боснийских игроков под именем «Звёзды-благотворители Боснии и Герцеговины» проводила благотворительные матчи ООН в марте 1993 года против бельгийского «Генка» и немецкого «Кайзерслаутерна», капитаном в сборной был Блаж Слишкович. Спустя несколько месяцев сборная Боснии и Герцеговины провела первую официальную встречу против команды Ирана в Тегеране и одержала победу 3:1, однако этот матч не был признан ФИФА: первую официальную встречу под эгидой ФИФА Босния и Герцеговина провела только через два года.
22 июля 1995 года сборная Боснии и Герцеговины провела ещё один благотворительный матч против дюссельдорфской «Фортуны»: организаторами матча выступали Александар Ристич и Энвер Марич, тренеры из штаба дюссельдорфского клуба, которые помогли боснийцам приехать в Германию. Игра завершилась ничьей 2:2, от боснийцев отличился Харис Шкоро. 30 ноября 1995 года сборная Боснии и Герцеговины сыграла свой первый официальный матч под эгидой ФИФА против Албании, спустя всего 9 дней после заключения Дейтонских соглашений. Босния и Герцеговина тогда получила статус временного члена ФИФА, получив всю необходимую материальную помощь для проведения матча. Однако боснийцы потерпели неудачу, уступив 0:2. Стартовый состав сборной был следующим: Измир Пинтол, Ведин Мусич, Ибрагим Дуров, Мухамед Коньич, Сенад Бегич, Неджад Фазлагич, Эсмир Джафич, Энес Демрович, Хусреф Мусемич, Асим Хрнич и Алмир Туркович. А поскольку Босния и Герцеговина стала членом ФИФА в 1996 году и членом УЕФА в 1998 году, то принять участие в отборочных турнирах к чемпионату мира 1994 года в США и чемпионату Европы 1996 года в Англии она не смогла.

### Трудности в отборочных турнирах (1998—2002)
Для нового члена ФИФА и УЕФА выступления в отборочном цикле должны были стать боевым крещением. В отборочном турнире к чемпионату мира 1998 года в группу к боснийцам попали бывшие югославские республики Хорватия и Словения, а также Греция и Дания. Начало выдалось неудачным: 1 сентября 1996 команда, капитаном которой был Мехмед Баждаревич, была разгромлена греками со счётом 3:0. Боснийцы в итоге финишировали четвёртыми, но не потеряли очков в матче со словенцами и даже одолели датчан со счётом 3:0 в ничего не значащей встрече. Домашний матч против Хорватии пришлось провести в итальянской Болонье по причине напряжённых отношений между странами. Тренером был тогда Фуад Музурович.
В отборочном турнире чемпионата Европы 2000 года боснийцы из 10 матчей выиграли 3, проиграв все матчи победителю группы из Чехии и участнику стыковых матчей из Шотландии. Боснийцы умудрились растерять очки в матчах с Фарерами, Эстонией (победа и ничья и там, и там) и Литвой (победа и поражение). Впрочем, команда стала третьей, обойдя обе прибалтийские дружины по дополнительным показателям. Ещё одним важным знаком была игра 25 апреля 2000 против сборной мира на стадионе имени Асима Ферхатовича. Сборная мира одержала победу, единственный гол забил Роберто Баджо с пенальти.
Настоящим кошмаром для сборной Боснии стал отборочный турнир к чемпионату мира 2002 года. Команда без шансов проиграла все матчи Испании, Австрии и Израилю, обыграв только Лихтенштейн. После завершения отборочного турнира Блаж Слишкович занял место неудачливого Мишо Смайловича.

### Попытки первых сенсаций (2002—2006)
Как никогда была близка сборная Боснии и Герцеговины к выходу на чемпионат Европы 2004 с первого места в своей квалификационной группе, в которой боснийцы сражались против Дании, Румынии, Норвегии и Люксембурга. Начало турнира для боснийцев было крайне плачевным: первый же домашний матч против Румынии славяне проиграли уже к 30-й минуте, пропустив три мяча, а затем проиграли норвежцам в Осло. В марте 2003 года боснийцы легко справились с Люксембургом, а затем в Копенгагене обыграли датчан со счётом 2:0. Впрочем, затем последовала неудача в Крайове в матче против румын, которым хватило одного гола для победы. В сентябре боснийцы благодаря голу Златана Байрамовича на последних минутах победили норвежцев в Зенице, а затем одолели Люксембург благодаря единственному мячу Сергея Барбареза. Боснийцы набрали к тому моменту 12 очков и имели все шансы на первое место в группе, поскольку даже обыгравшая их дважды Румыния уже вылетела из борьбы. В последнем матче боснийцам надо было обыгрывать датчан, иначе те выигрывали группу, а Норвегия на 99 % гарантировала бы себе второе место, поскольку её соперником был откровенный аутсайдер из Люксембурга. К сожалению для боснийцев, игра завершилась ничьей 1:1 — на гол Мартина Йоргенсена боснийцы ответили точным ударом головой Элвира Болича, и даже удаление Томаса Гравесена не помогло вырвать победу. В итоге норвежцы, которые шли четвёртыми, заняли второе место и сами отбросили боснийцев на четвёртое место.
В отборочном турнире на чемпионате мира 2006 года боснийцы сенсационно умудрились не проиграть Испании, сведя обе встречи вничью, однако набрали только одно очко в поединках против Сербии и Черногории, которая также не проиграла испанцам. Потеря очков в домашней игре против Литвы стоила боснийцам поездки на чемпионат мира 2006 года. Боснийцы в гостевом матче в Валенсии вели у испанцев 1:0 благодаря голу Звездана Мисимовича на 39-й минуте, однако в конце матча у боснийцев удалили двух игроков, и заветную ничью испанцам принёс на шестой добавленной минуте Карлос Марчена. Третье место стало итогом выступления боснийцев.

### Смена поколений (2006—2008)
Отборочный турнир на чемпионат Европы 2008 года прошёл для сборной неоднозначно. С одной стороны, Босния установила личный рекорд по забитым мячам в отборочном цикле, составивший 16 голов. С другой стороны, сборная пережила тяжёлую смену поколений, несколько отставок тренеров и серию поражений. Надежда на выход на Евро-2008, которая загорелась после победы в первом же матче над Мальтой со счётом 5:2, угасла после поражений от Венгрии и Греции. Апофеозом стала ничья со скромной Молдовой в Кишинёве, после которой Блаж Слишкович был уволен (его место занял Фуад Музурович). Сразу тринадцать игроков сборной Боснии заявили о том, что прекратят выступления за национальную команду, если свои должности не оставят руководители футбольной ассоциации Милан Елич, Ильо Доминкович, Сулейман Чолакович и Ахмет Пашалич. Этот же скандал привёл к тому, что в сборной заиграли Сенияд Ибричич, Борис Панджа, Эдин Джеко и Сеяд Салихович.
Казалось, что дела наладились, после победы над норвежцами со счётом 2:1. В августе 2007 года боснийцы сыграли с хорватами, и хорваты одержали победу 5:3 в Сараеве, но тогда же Златан Муслимович оформил и хет-трик. Две победы одержали боснийцы позднее над Турцией и Мальтой: в игре с турками в сборной дебютировали Эдин Джеко и Элвер Рахимич. Однако затем сборную словно подменили, и она умудрилась проиграть пять оставшихся матчей, откатившись на четвёртое место с очень скромными результатами. Проваливший концовку турнира Фуад Музурович был уволен, а его место занял Мехо Кодро, но спустя несколько месяцев Кодро был уволен, и его место занял тут же Мирослав Блажевич.

### Стыковые матчи и непроходимый португальский барьер (2008—2012)
Октябрь 2009 года стал сенсационными для боснийцев: команда Мирослава Блажевича впервые в истории выбралась в стыковые матчи, пропустив вперёд только Испанию, а Эдин Джеко разделил второе место в споре бомбардиров с Уэйном Руни благодаря девяти голам. Апофеозом выступления сборной стал учинённый ещё осенью 2008 года разгром Эстонии со счётом 7:0. В стыковых матчах боснийцы играли с Португалией, но в обеих встречах португальцы выиграли 1:0 и попали в ЮАР.
Спустя 2 года Босния снова заняла второе место в своей отборочной группе, в решающей игре в Париже против французов упустив победу (1:1), и снова в стыковых матчах ей досталась португальская сборная. Если в первом матче боснийцы упорно сопротивлялись и добились нулевой ничьи, то в ответном матче в Лиссабоне команда откровенно развалилась, проиграв со счётом 6:2 и опять не попав в финал международного турнира.

### Наши дни: дебют на чемпионате мира (2012—н.в.)
Несмотря на постоянные неудачи, сборной Боснии и Герцеговины в конце концов впервые в истории удалось выйти на чемпионат мира 2014 года: осенью 2012 года боснийцы добились разгромной победы над Лихтенштейном со счётом 8:1, что является крупнейшей победой сборной, побед над Латвией 4:1 и Литвой 3:0, а также нулевой ничьей с Грецией. В 2013 году сборная Боснии сумела наконец-то обыграть греков со счётом 3:1 за счёт дубля Эдина Джеко, который стал лучшим игроком матча, а также разгромила латышей со счётом 5:0. 15 октября 2013 года, обыграв Литву со счётом 1:0, боснийцы в завершающем туре европейского отбора с первого места в своей группе вышли в финальную часть мундиаля. В группу к Боснии в финальной части попали Аргентина, Иран и Нигерия.
В финальном этапе Босния не преодолела групповой этап, минимально уступив Аргентине 1:2, затем проиграв Нигерии 1:0, и в ничего не решающем матче, одолев Иран 3:1. Боснийцы начали турнир с автогола Сеада Колашинаца в матче против Аргентины. Голы за сборную на чемпионате мира забивали: Ведад Ибишевич (84-я минута, Аргентина), Эдин Джеко (23-я минута, Иран), Миралем Пьянич (59-я минута, Иран) и Авдия Вршаевич (83-я минута).
В отборочном турнире чемпионата Европы 2016 года сборная Боснии и Герцеговины заняла третье место в группе, пропустив вперёд Бельгию и Уэльс, но благодаря новому формату отбора боснийцы вышли в стыковые матчи. В стыках проиграли по сумме двух встреч сборной Ирландии (1:1 дома и 0:2 на выезде) и снова пролетели мимо континентального первенства. В квалификации к ЧМ-2018 Босния заняла третье место в группе, пропустив вперёд в своей группе Бельгию и Грецию и не попав даже в стыковые матчи.
В 2018 году в новом турнире европейских сборных под названием Лига наций сборная Боснии выступала в лиге B в группе с Австрией и Северной Ирландией. Боснийцы дважды обыграли северо-ирландцев, а также победили австрийцев и сыграли с ними вничью. По итогам турнира боснийцы заняли первое место в группе и вышли в дивизион A, а также получили возможность выйти на чемпионат Европы 2020 через плей-офф лиги наций.
В отборочном турнире чемпионата Европы 2020 боснийцы играли в группе с
Италией, Финляндией, Грецией, Арменией и Лихтенштейном. Босния считалась фаворитом в борьбе за выход на континентальное первенство со второго места в группе, однако команда выступила крайне неудачно и впервые с отбора к Евро-2008 заняла четвёртое место в турнирной таблице.
Осенью 2020 года в элитном дивизионе лиги наций боснийцы заняли последнее место в группе с Италией, Голландией и Польшей, а в полуфинале стыковых матчей квалификации к Евро-2020 проиграли Северной Ирландии (1:1, пен. 3:4) и в очередной раз остались без континентального первенства.
В отборе к ЧМ-2022 Босния играла в группе с действующим чемпионом мира Францией, Украиной, Финляндией и Казахстаном. С первыми тремя командами боснийцы в гостях сыграли вничью и дома проиграли, а с казахами дома разошлись миром и выиграли у них на выезде. В итоге команда с 7 очками заняла предпоследнюю строчку.

## Форма

### Спонсоры
Футбольную форму сборной Боснии и Герцеговины изготавливает испанская компания Kelme. Спонсорами команды являются оператор связи BH Telecom и Elektroprivreda Bosne i Hercegovine.
| Период     | Спонсор |
| ---------- | ------- |
| 1996—1998  | Patrick |
| 1999—2000  | Adidas  |
| 2000—2005  | Reusch  |
| 2005—2014  | Legea   |
| 2014—2023  | Adidas  |
| 2023—н. в. | Kelme   |

### Домашняя
| 1996—2006 | 2008—2010 | 2010—2012 | 2012 | 2013 | ЧМ-2014 | 2015 | 2018—2019 | 2020—2022 | 2022—2023 | 2023—н. в. |

### Гостевая
| 1996—2006 | 2008—2010 | 2010—2012 | 2012 | 2013 | ЧМ-2014 | 2015 | 2018—2019 | 2020—2022 | 2022—2023 | 2023—н. в. |

Источники:,

## Состав
Следующие игроки были вызваны в состав сборной главным тренером Саво Милошевичем для участия в стыковом матче отборочного турнира к чемпионату Европы 2024 против сборной Украины (21 марта 2024).
Игры и голы приведены по состоянию на 26 марта 2024 года:
| 1  | Вр  | Никола Василь       | 2 декабря 1995 (29 лет)   | 8   | 0  | Санкт-Паули           |  |  |
| 12 | Вр  | Ибрагим Шехич       | 2 сентября 1988 (36 лет)  | 55  | 0  | Халидж Сейхат         |  |  |
| 22 | Вр  | Кенан Пирич         | 7 июля 1994 (31 год)      | 7   | 0  | АЕК Ларнака           |  |  |
|    |     |                     |                           |     |    |                       |  |  |
| 2  | Защ | Элдар Чивич         | 28 мая 1996 (29 лет)      | 28  | 1  | Ференцварош           |  |  |
| 3  | Защ | Деннис Хаджикадунич | 9 июля 1998 (27 лет)      | 26  | 0  | Гамбург               |  |  |
| 4  | Защ | Юсуф Газибегович    | 11 марта 2000 (25 лет)    | 15  | 0  | Штурм Грац            |  |  |
| 5  | Защ | Сеад Колашинац      | 20 июня 1993 (32 года)    | 58  | 0  | Аталанта              |  |  |
| 7  | Защ | Амар Дедич          | 18 августа 2002 (22 года) | 13  | 1  | Ред Булл Зальцбург    |  |  |
| 16 | Защ | Анел Ахмедходжич    | 26 марта 1999 (26 лет)    | 22  | 1  | Шеффилд Юнайтед       |  |  |
| 19 | Защ | Аднан Ковачевич     | 9 сентября 1993 (31 год)  | 13  | 0  | Ракув Ченстохова      |  |  |
| 21 | Защ | Нихад Муякич        | 15 апреля 1998 (27 лет)   | 2   | 0  | Анкарагюджю           |  |  |
|    | Защ | Ренато Гойкович     | 10 сентября 1995 (29 лет) | 4   | 1  | Оренбург              |  |  |
|    | Защ | Адриан Леон Баришич | 19 июля 2001 (23 года)    | 4   | 0  | Базель                |  |  |
|    |     |                     |                           |     |    |                       |  |  |
| 6  | ПЗ  | Иван Башич          | 30 апреля 2002 (23 года)  | 1   | 0  | Оренбург              |  |  |
| 8  | ПЗ  | Раде Крунич         | 7 октября 1993 (31 год)   | 33  | 4  | Фенербахче            |  |  |
| 10 | ПЗ  | Миралем Пьянич      | 2 апреля 1990 (35 лет)    | 115 | 18 | Шарджа                |  |  |
| 13 | ПЗ  | Гойко Цимирот       | 19 декабря 1992 (32 года) | 48  | 0  | Аль-Фейха             |  |  |
| 14 | ПЗ  | Дал Варешанович     | 23 мая 2001 (24 года)     | 2   | 0  | Чайкур Ризеспор       |  |  |
| 17 | ПЗ  | Амар Рахманович     | 13 мая 1994 (31 год)      | 8   | 1  | Крылья Советов Самара |  |  |
| 18 | ПЗ  | Денис Хусейнбашич   | 3 июля 2001 (24 года)     | 0   | 0  | Кёльн                 |  |  |
| 20 | ПЗ  | Харис Хайрадинович  | 18 февраля 1994 (31 год)  | 8   | 1  | Касымпаша             |  |  |
|    | ПЗ  | Беньямин Тахирович  | 3 марта 2003 (22 года)    | 6   | 0  | Аякс Амстердам        |  |  |
|    |     |                     |                           |     |    |                       |  |  |
| 9  | Нап | Смаил Превляк       | 10 мая 1995 (30 лет)      | 27  | 6  | Герта Берлин          |  |  |
| 11 | Нап | Эдин Джеко          | 17 марта 1986 (39 лет)    | 134 | 65 | Фенербахче            |  |  |
| 15 | Нап | Харис Табакович     | 20 июня 1994 (31 год)     | 1   | 0  | Герта Берлин          |  |  |
| 23 | Нап | Эрмедин Демирович   | 25 марта 1998 (27 лет)    | 24  | 1  | Аугсбург              |  |  |
|    | Нап | Неманья Билбия      | 2 ноября 1990 (34 года)   | 6   | 0  | Зриньски Мостар       |  |  |
|    | Нап | Саид Хамулич        | 12 ноября 2000 (24 года)  | 6   | 0  | Локомотив Москва      |  |  |

## Тренерский штаб
Главным тренером сборной Боснии и Герцеговины ранее являлся Сафет Сушич, назначенный на эту должность 28 декабря 2009. Дебют Сушича состоялся в товарищеском матче против сборной Ганы, который боснийцы выиграли со счётом 2:1 благодаря голам Ведада Ибишевича и Миралема Пьянича. Первый поток критики в адрес Сушича полился после того, как команда выиграла всего два матча из шести под его руководством, проиграв отборочный матч Евро-2012 французам 0:2. Тогда группа журналистов потребовала от Сушича подать в отставку, однако тот отказался уходить.
В 2011 году сборная Боснии оформила беспроигрышную серию из семи встреч: победы над Албанией, Беларусью (дважды) и Люксембургом, а также ничьи против Греции, Франции и Португалии, причём за эти семь встреч боснийцы пропустили только один раз от французов. Однако следующий матч португальцам боснийцы проиграли, что стоило им поездки на Евро-2012.
Сушич руководил сборной в исторически успешном отборочном турнире к чемпионату мира 2014 года: команда потеряла только 4 очка в отборочном турнире, сыграв нулевую ничью с греками и проиграв один раз Словакии, в остальных матчах боснийцы одерживали победы.
| Должность                 | Имя               |
| ------------------------- | ----------------- |
| Главный тренер            | Фарук Хаджибегич  |
| Помощник главного тренера | Аднан Чустович    |
| Помощник главного тренера | Русмир Цвико      |
| Помощник главного тренера | Славен Муса       |
| Тренер по физподготовке   | Эльдин Йелешкович |
| Тренер вратарей           | вакантно          |
| Врач                      | Реуф Карабег      |
| Управляющий директор      | Фуад Кечо         |
| Управляющий директор      | Адем Джипа        |
| Секретарь                 | Дарко Любоевич    |

## Статистика выступлений в официальных турнирах

### Кубки и чемпионаты Европы
| 1960 — 1992 | см. Югославия          | см. Югославия          | см. Югославия          | см. Югославия          | см. Югославия          | см. Югославия          | см. Югославия          | см. Югославия          | см. Югославия        | см. Югославия        | см. Югославия        | см. Югославия        | см. Югославия        | см. Югославия        | см. Югославия                 |
| 1996        | Не принимала участия   | Не принимала участия   | Не принимала участия   | Не принимала участия   | Не принимала участия   | Не принимала участия   | Не принимала участия   | Не принимала участия   | Не принимала участия | Не принимала участия | Не принимала участия | Не принимала участия | Не принимала участия | Не принимала участия | Не принимала участия          |
| 2000        | Не прошла квалификацию | Не прошла квалификацию | Не прошла квалификацию | Не прошла квалификацию | Не прошла квалификацию | Не прошла квалификацию | Не прошла квалификацию | Не прошла квалификацию | 10                   | 3                    | 2                    | 5                    | 14                   | 17                   | 3/6                           |
| 2004        | Не прошла квалификацию | Не прошла квалификацию | Не прошла квалификацию | Не прошла квалификацию | Не прошла квалификацию | Не прошла квалификацию | Не прошла квалификацию | Не прошла квалификацию | 8                    | 4                    | 1                    | 3                    | 7                    | 8                    | 4/5                           |
| 2008        | Не прошла квалификацию | Не прошла квалификацию | Не прошла квалификацию | Не прошла квалификацию | Не прошла квалификацию | Не прошла квалификацию | Не прошла квалификацию | Не прошла квалификацию | 12                   | 4                    | 1                    | 7                    | 16                   | 22                   | 4/7                           |
| 2012        | Не прошла квалификацию | Не прошла квалификацию | Не прошла квалификацию | Не прошла квалификацию | Не прошла квалификацию | Не прошла квалификацию | Не прошла квалификацию | Не прошла квалификацию | 12                   | 6                    | 3                    | 3                    | 19                   | 14                   | 2/6, проиграли стыковые матчи |
| 2016        | Не прошла квалификацию | Не прошла квалификацию | Не прошла квалификацию | Не прошла квалификацию | Не прошла квалификацию | Не прошла квалификацию | Не прошла квалификацию | Не прошла квалификацию | 10                   | 5                    | 2                    | 3                    | 17                   | 12                   | 3/6, проиграли стыковые матчи |
| 2020        | Не прошла квалификацию | Не прошла квалификацию | Не прошла квалификацию | Не прошла квалификацию | Не прошла квалификацию | Не прошла квалификацию | Не прошла квалификацию | Не прошла квалификацию | 10                   | 4                    | 1                    | 5                    | 20                   | 17                   | 4/6, проиграли стыковые матчи |
| Итого       |                        |                        |                        |                        |                        |                        |                        |                        | 62                   | 26                   | 10                   | 26                   | 93                   | 90                   |                               |

### Чемпионаты мира
| Чемпионаты мира | Чемпионаты мира        | Чемпионаты мира        | Чемпионаты мира        | Чемпионаты мира        | Чемпионаты мира        | Чемпионаты мира        | Чемпионаты мира        | Чемпионаты мира        |                        | Отборочные турниры к чемпионату мира | Отборочные турниры к чемпионату мира | Отборочные турниры к чемпионату мира | Отборочные турниры к чемпионату мира | Отборочные турниры к чемпионату мира | Отборочные турниры к чемпионату мира | Отборочные турниры к чемпионату мира |
| Год             | Раунд турнира          | Место                  | И                      | В                      | Н                      | П                      | ГЗ                     | ГП                     | И                      | В                                    | Н                                    | П                                    | ГЗ                                   | ГП                                   | Место                                |                                      |
| --------------- | ---------------------- | ---------------------- | ---------------------- | ---------------------- | ---------------------- | ---------------------- | ---------------------- | ---------------------- | ---------------------- | ------------------------------------ | ------------------------------------ | ------------------------------------ | ------------------------------------ | ------------------------------------ | ------------------------------------ | ------------------------------------ |
| 1930 — 1990     | см. Югославия          | см. Югославия          | см. Югославия          | см. Югославия          | см. Югославия          | см. Югославия          | см. Югославия          | см. Югославия          | см. Югославия          | см. Югославия                        | см. Югославия                        | см. Югославия                        | см. Югославия                        | см. Югославия                        | см. Югославия                        | см. Югославия                        |
| 1994            | Не принимала участия   | Не принимала участия   | Не принимала участия   | Не принимала участия   | Не принимала участия   | Не принимала участия   | Не принимала участия   | Не принимала участия   | Не принимала участия   | Не принимала участия                 | Не принимала участия                 | Не принимала участия                 | Не принимала участия                 | Не принимала участия                 | Не принимала участия                 | Не принимала участия                 |
| 1998            | Не прошла квалификацию | Не прошла квалификацию | Не прошла квалификацию | Не прошла квалификацию | Не прошла квалификацию | Не прошла квалификацию | Не прошла квалификацию | Не прошла квалификацию | Не прошла квалификацию | 8                                    | 3                                    | 0                                    | 5                                    | 9                                    | 14                                   | 4/5                                  |
| 2002            | Не прошла квалификацию | Не прошла квалификацию | Не прошла квалификацию | Не прошла квалификацию | Не прошла квалификацию | Не прошла квалификацию | Не прошла квалификацию | Не прошла квалификацию | Не прошла квалификацию | 8                                    | 2                                    | 2                                    | 4                                    | 12                                   | 12                                   | 4/5                                  |
| 2006            | Не прошла квалификацию | Не прошла квалификацию | Не прошла квалификацию | Не прошла квалификацию | Не прошла квалификацию | Не прошла квалификацию | Не прошла квалификацию | Не прошла квалификацию | Не прошла квалификацию | 10                                   | 4                                    | 4                                    | 2                                    | 12                                   | 9                                    | 3/6                                  |
| 2010            | Не прошла квалификацию | Не прошла квалификацию | Не прошла квалификацию | Не прошла квалификацию | Не прошла квалификацию | Не прошла квалификацию | Не прошла квалификацию | Не прошла квалификацию | Не прошла квалификацию | 12                                   | 6                                    | 1                                    | 5                                    | 25                                   | 15                                   | 2/6, проиграли стыковые матчи        |
| 2014            | Групповой этап         | 3/4                    | 3                      | 1                      | 0                      | 2                      | 4                      | 4                      | 10                     | 8                                    | 1                                    | 1                                    | 30                                   | 6                                    | 1/6                                  |                                      |
| 2018            | Не прошла квалификацию | Не прошла квалификацию | Не прошла квалификацию | Не прошла квалификацию | Не прошла квалификацию | Не прошла квалификацию | Не прошла квалификацию | Не прошла квалификацию | Не прошла квалификацию | 10                                   | 5                                    | 2                                    | 3                                    | 24                                   | 13                                   | 3/6                                  |
| 2022            | Не прошла квалификацию | Не прошла квалификацию | Не прошла квалификацию | Не прошла квалификацию | Не прошла квалификацию | Не прошла квалификацию | Не прошла квалификацию | Не прошла квалификацию | Не прошла квалификацию | 8                                    | 1                                    | 4                                    | 3                                    | 9                                    | 12                                   | 4/5                                  |
| Итого           | Групповой этап         | 0/4                    |                        |                        |                        |                        |                        |                        | 66                     | 29                                   | 14                                   | 23                                   | 121                                  | 81                                   |                                      |                                      |

## Рекордсмены
| #  | Футболист         | Годы в сборной | Игр | Голов |
| -- | ----------------- | -------------- | --- | ----- |
| 1  | Эдин Джеко        | 2007—н. в.     | 113 | 59    |
| 2  | Миралем Пьянич    | 2008—н. в.     | 99  | 16    |
| 3  | Эмир Спахич       | 2003—2018      | 94  | 6     |
| 4  | Звездан Мисимович | 2004—2014      | 85  | 25    |
| 5  | Ведад Ибишевич    | 2007—2018      | 83  | 28    |
| 6  | Асмир Бегович     | 2009—2018      | 62  | 0     |
| 7  | Харис Медунянин   | 2009—2018      | 60  | 9     |
| 8  | Сенад Лулич       | 2008—2017      | 57  | 4     |
| 9  | Эдин Вишча        | 2010—2021      | 55  | 10    |
| 10 | Элвир Болич       | 1996—2008      | 51  | 22    |

| #  | Футболист         | Годы в сборной | Голов | Игр |
| -- | ----------------- | -------------- | ----- | --- |
| 1  | Эдин Джеко        | 2007—н. в.     | 59    | 113 |
| 2  | Ведад Ибишевич    | 2007—2018      | 28    | 83  |
| 3  | Звездан Мисимович | 2004—2014      | 25    | 84  |
| 4  | Элвир Болич       | 1996—2006      | 22    | 51  |
| 5  | Сергей Барбарез   | 1998—2006      | 17    | 48  |
| 6  | Миралем Пьянич    | 2008—н. в.     | 16    | 99  |
| 7  | Элвир Балич       | 1996—2005      | 14    | 38  |
| 8  | Златан Муслимович | 2006—2011      | 12    | 30  |
| 9  | Эдин Вишча        | 2010—2021      | 10    | 55  |
| 10 | Харис Медунянин   | 2009—2018      | 9     | 60  |

## Имидж сборной

### Прозвище
Прозвищем сборной Боснии и Герцеговины по футболу стало слово «Драконы» (босн. Zmajevi), которое впервые употребил Мустафа Миялович в прямом эфире 28 марта 2009 года во время игры против Бельгии (победа 4:2). Это же прозвище применимо и к любой сборной Боснии по игровым видам спорта. Исследования со стороны фанатов доказали, что у прозвища есть исторический подтекст, однако толкуется он по-разному. Так, существовавший некогда рыцарский Орден Дракона включал в себя и титул «дракона», который носили многие воеводы и феодалы Средневековой Боснии. Этот же титул достался и династии Котроманичей благодаря кровнородственным связям с императором Священной Римской Империи Сигизмундом. Однако чаще «дракон» считался аллюзией или аллегорией в поэзии. Прозвище «Боснийский дракон» носил Хусейн Градашчевич, борец за независимость Боснии от турецкого ига. Национальные и зарубежные СМИ называют также сборную «Золотые лилии» по национальному гербу и первому флагу Боснии и Герцеговины. На гербе были изображены несколько флёр-де-лис, этот же герб был и гербом Котроманичей.

### Болельщики
Огромная часть болельщиков сборной Боснии и Герцеговины — это боснийцы, проживающие в Северной и Западной Европе, Северной Америке или даже Австралии. В Боснии и Герцеговине зарегистрированы такие клубные фанатские группировки, как Fukare, Horde zla, Lešinari, Robijaši, Red Army Mostar, Manijaci, Škripari, Sokolovi и другие (в том числе и разные группировки ультрас клуба «Зриньски» из Мостара), болеющие за сборную. Однако более крупными являются Belaj Boys, BHLegion, Armija Zmajeva, Ljuti Krajišnici, а самая крупная — BHFanaticos.
Эти группировки иногда выступали на матчах с политическими лозунгами и срывали встречи: так, 24 марта 2007 года из-за боснийских фанатов на стадионе Уллевол в норвежском Осло матч против Норвегии был отложен на час. Фанаты забросали поле фаерами, дымовыми шашками и петардами, протестуя против коррупции в национальной футбольной федерации. Действия болельщиков вызвали резонанс, и 1 июня 2008 года Мехо Кодро и Элвир Болич, бывшие игроки сборной, провели благотворительную встречу звёзд боснийского футбола с целью привнесения изменений в футбольную структуру страны. Матч состоялся в Сараеве и был показан в прямом эфире: ради этого 15 тысяч человек собрались на стадионе, пожертвовав матчем сборной Боснии и Герцеговины против Азербайджана в Зенице (там было всего 50 болельщиков). Игра завершилась победой команды Кодро со счётом 11:9.
Группировка BHFanaticos перед каждым матчем исполняет песню «Jedna si jedina», бывшую гимном Боснии и Герцеговины до 1998 года (песня перестала быть гимном в связи с недовольством сербской и хорватской общины). Новый гимн исполнялся без слов до 2009 года, пока не были приняты слова, однако под эту музыку боснийские ультрас пели прежний гимн.